# Edicto de Beaulieu
El Edicto de Beaulieu (a veces llamado la Paz de Monsieur) fue un edicto promulgado por Enrique III de Francia en Beaulieu-lès-Loches el 6 de mayo de 1576, con el objetivo de alcanzar un compromiso entre los bandos protestante y católico durante la segunda fase de las Guerras de religión de Francia. El edicto fue interpretado como una abdicación del poder real a favor de los hugonotes, a los que concedía numerosos privilegios y la libertad de culto, por lo que desató la ira del bando católico, y llevó a la formación de la Liga católica, con lo que la situación política de Francia no hizo sino deteriorarse.
El Edicto fue negociado por el hermano del Rey, Monsieur,  François, duque de Alençon quien, habiendo apoyado al ejército protestante que estaba en esos momentos asediando París, había presionado a Enrique III para alcanzar un compromiso negociado con los hugonotes. El edicto concedía la libertad de culto a los protestantes franceses, cuya religión habría de ser llamada a partir de entonces prétendue réformée [supuesta religión reformada]; sólo se restringía el culto protestante en París y en la corte. En ocho de los parlamentos del reino se establecerían cámaras llamadas mi-partis, formadas en números iguales por católicos y hugonotes; los hugonotes recibiría asimismo ocho places de sûreté, la Masacre de San Bartolomé sería condenada por la Corona, y las familias de las víctimas recibirían compensaciones. Estas concesiones a los hugonotes y la aprobación explícita que daba a su organización política llevó a la formación de la Liga católica por católicos ansiosos de defender su religión. 
A fin de conseguir que el edicto fuera promulgado rápidamente y sin oposición, Enrique III convocó una Lit de justice (sesión extraordinaria) del Parlamento de París el 14 de mayo. Pierre de L'Estoile escribió en sus diarios que “este edicto era tan odioso para el Parlamento, que si el Rey no hubiera venido en persona, jamás hubiera sido promulgado.” En diciembre de 1576, sin embargo, los Estados Generales de Blois se declararon contrarios al Edicto de Beaulieu. Esto llevó a los protestantes, bajo el mando de Enrique de Navarra, a levantarse en armas. Comoquiera que en aquel momento François, duque de Alençon, al mando de las tropas católicas, tenía la ventaja táctica, los protestantes no consiguieron imponerse y el Edicto, abolido, acabó por ser sustituido por el Tratado de Bergerac de 1577, que confirmó el Edicto de Poitiers que permitía a los hugonotes ejercer su religión sólo en las afueras de una única villa dentro de cada bailía, y en aquellos lugares donde el culto protestante hubiera estado asentado antes del inicio de las hostilidades.
- Datos: Q1616897